# 46P/Wirtanen
46P/Wirtanen ist ein kurzperiodischer Komet mit einer Umlaufzeit von 5,4 Jahren um die Sonne. Damit gehört er zu den zehn Schweifsternen mit der kürzesten Periode.
Er gehört zu den Kometen der Jupiter-Familie, die sich alle durch ein Aphel von 5 bis 6 AE auszeichnen. Der Radius des Kometenkerns wird auf 555±40 m geschätzt. Die Rotationsperiode liegt bei 6–7,5 Stunden.

## Entdeckung
46P/Wirtanen wurde auf einer fotografischen Aufnahme am 17. Januar 1948 von dem US-amerikanischen Astronomen C. A. Wirtanen entdeckt. Die Fotoplatte war am 15. Januar während einer Bestandsaufnahme stellarer Eigenbewegungen aufgenommen worden.

## Bahnänderung
Seit seiner Entdeckung 1948 durchlief 46P/Wirtanen zwei nahe Begegnungen mit dem Planeten Jupiter, die sich drastisch auf seine Umlaufbahn um die Sonne auswirkten. 1972 betrug der Abstand zu Jupiter nur 0,28 AE, 1984 0,46 AE. Das Perihel seiner Umlaufbahn um die Sonne verkürzte sich dadurch von 1,63 AE auf 1,06 AE und die Umlaufperiode dementsprechend von 6,71 Jahren auf 5,46 Jahre.

## Zielobjekt für die Rosetta-Mission
46P/Wirtanen war das ursprünglich geplante Ziel der Raumsonde Rosetta der ESA. Der Start der Rosetta-Mission war ursprünglich für den 12. Januar 2003 vorgesehen. Nachdem am 11. Dezember 2002 jedoch der erste Start einer Ariane 5 ECA Trägerrakete (Flight 157) fehlgeschlagen war, musste der Start der Rosetta-Mission verschoben werden. Das Startfenster für 46P/Wirtanen konnte nicht eingehalten werden und der Komet wurde für Rosetta unerreichbar.
Als Ersatzziel für die Rosetta-Mission wurde schließlich der Komet 67P/Churyumov-Gerasimenko, ebenfalls ein Vertreter der Jupiter-Familie, ausgewählt. Der Start erfolgte am 2. März 2004 und die Mission verlief weitgehend erfolgreich.

## Erdnähe im Dezember 2018

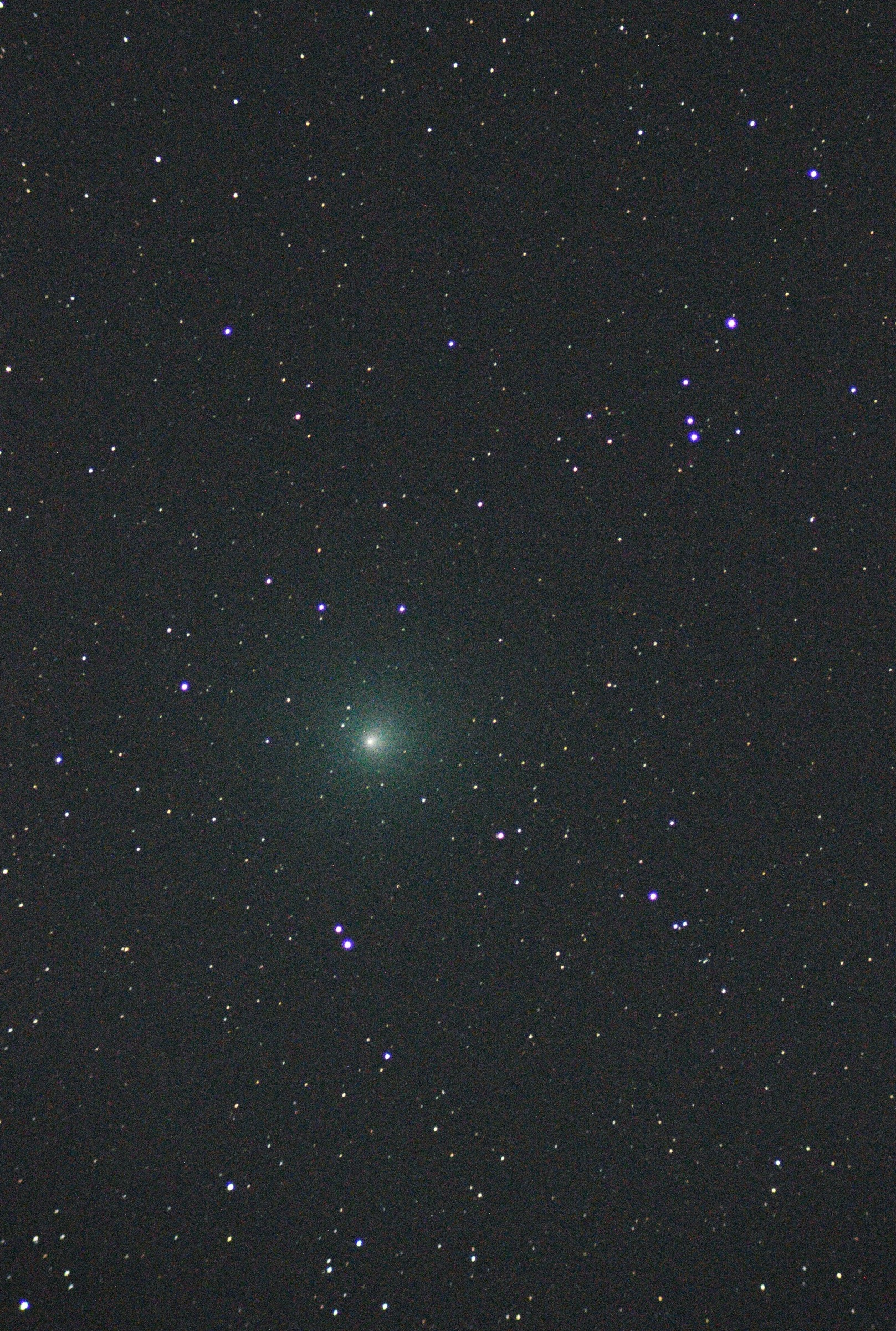
Der Komet 46P/Wirtanen in Erdnähe am 16. Dezember 2018, vier Tage nach dem Periheldurchgang

Am 16. Dezember 2018 kam der Komet der Erde besonders nahe und flog in 0,0781 AE (11,68 Mio. km, etwa 30-fache Mondentfernung) an der Erde vorbei. Die scheinbare Helligkeit erreichte mit rund 4 Magnituden den bisher höchsten Wert seit seiner Entdeckung.